# Светско првенство у атлетици на отвореном 1983 — штафета 4 × 100 метара за жене
Такмичења у трци  штафета 4 х 100 метараа у женској конкуренцији на 1. Светском првенству у атлетици 1983. у Хелсинкију одржано је 10. августa  на Олимпијском стадиону.

## Земље учеснице
Учествовало је 50 такмичарки из 15 земаља.
1. Бахами (4)
2. Бугарска (4)
3. Гана (4)
4. Данска (4)
5. Западна Немачка (4)
6. Источна Немачка (4)
7. Италија (4)
8. Јамајка (4)
9. Канада (4)
10. САД (4)
11. Совјетски Савез (4)
12. Уједињено Краљевство (4)
13. Финска (4)
14. Француска (4)
15. Чехоасловачка (4)

## Рекорди
Рекорди закључно са 9. августом 1983.
| Рекорди пре почетка Светског првенства 1983.  | Рекорди пре почетка Светског првенства 1983.                         | Рекорди пре почетка Светског првенства 1983. | Рекорди пре почетка Светског првенства 1983. | Рекорди пре почетка Светског првенства 1983. |
| --------------------------------------------- | -------------------------------------------------------------------- | -------------------------------------------- | -------------------------------------------- | -------------------------------------------- |
| Светски рекорд                                | , Зилке Гладиш-Мелер, Марита Кох, Ингрид Ауерсвалд-Ланге, Марлис Гер | 41,53                                        | Источни Берлин, Источна Немачка              | 11. септембар 1982.                          |
| Рекорд светских првенстава                    | 1. Светско првенство                                                 | 1. Светско првенство                         | 1. Светско првенство                         | 1. Светско првенство                         |
| Најбољи резултат сезоне                       | Зилке Гладиш-Мелер, Марита Кох,, Ингрид Ауерсвалд-Ланге, Марлис Гер  | 41,53                                        | Источни Берлин, Источна Немачка              | 11. септембар 1982.                          |
| Афрички рекорд                                |                                                                      |                                              |                                              |                                              |
| Азијски рекорд                                |                                                                      |                                              |                                              |                                              |
| Европски рекорд' ж                            | Зилке Гладиш-Мелер, Марита Кох, Ингрид Ауерсвалд-Ланге, Марлис Гер   | 41,53                                        | Источни Берлин, Источна Немачка              | 11. септембар 1982.                          |
| Северноамерички рекорд                        | Алис Браун, Дајана Вилијамс, Чандра Cheeseborough, Ренди Гивенс      | 41,61                                        | Колорадо Спрингс, САД                        | 3. јул 1983.                                 |
| Јужноамерички рекорд[                         |                                                                      |                                              |                                              |                                              |
| Океанијски рекорд                             |                                                                      |                                              |                                              |                                              |
| Рекорди по завршетку Светског првенства 1983. |                                                                      |                                              |                                              |                                              |
| Рекорд светских првенстава]                   | Џоун Баптист, Кати Смолвуд Кук, Беверли Календерr, Ширли Томас       | 43,06                                        | Хелсинки, Финска                             | 10. август 1983.                             |
| Рекорд светских првенстава]                   | Зилке Гладиш-Милер, Марита Кох, Ингрид Ауерсвалд-Ланге, Марлис Гер   | 42,59                                        | Хелсинки, Финска                             | 10. август 1983.                             |
| Рекорд светских првенстава]                   | Зилке Гладиш-Милер, Марита Кох, Ингрид Ауерсвалд-Ланге, Марлис Гер   | 41,76                                        | Хелсинки, Финска                             | 10. август 1983.                             |

## Освајачи медаља
|                                                                                 |                                                                         |                                                              |
| Зилке Гладиш-Милер Марита Кох Ингрид Ауерсвалд-Ланге Марлис Гер Источна Немачка | Џоун Баптист Кети Кук Беверли Календер Ширли Томас Уједиерно Краљевство | Лелит Хоџиз Џакелин Пизеј Џулијет Кутберт Мерлин Оти Јамајка |

## Резултати

### Квалификације
Такмичење је одржано 10. августа 1983. године. У квалификацијама је учествовало 15 штафета, подељене у 2 групе. У финале су се пласирале по четири првопласиране из обе групе (КВ).,.
| Поз. | Гру. | Стаза | Штафета                | Атлетичарке                                                                | НР       | Вр.   | Бел.     |
| ---- | ---- | ----- | ---------------------- | -------------------------------------------------------------------------- | -------- | ----- | -------- |
| 1.   | 2    | 4     | Источна Немачка        | Зилке Гладиш-Мелер, Марита Кох, Ингрид Ауерсвалд-Ланге, Марлис Гер         | 41,53 СР | 42,59 | КВ, РСП  |
| 2.   | 1    | 6     | Уједињено Краљевство ( | Џоун Баптист, Кати Смолвуд Кук, Беверли Календерr, Ширли Томас             | 42,71    | 43,06 | КВ, РСП  |
| 3.   | 2    | 6     | Јамајка                | Лелит Хоџиз, Џакелин Пизеј, Џулијет Кутберт, Мерлин Оти                    |          | 43,10 | КВ       |
| 4.   | 1    | 1     | Бугарска               | Теана Данијелс, Анелија Нунева, Надежда Георгијева, Пепа Павлова           | 42,67    | 43,19 | КВ       |
| 5.   | 1    | 4     | Совјетски Савез        | Људмила Кондратјева, Јелена Виноградова, Ириина Олховникова, Олга Антонова | 42,10    | 43,51 | КВ, НРС, |
| 6.   | 2    | 3     | Француска              | Лиза Франс Ловал, Мари Кристин Казје, Розе Еме Бакул, Лилијан Гаше         | 42,60    | 42,82 | КВ       |
| 7.   | 2    | 2     | Канада                 | Анџела Бејли, Марита Пејн, Танја Бродерс, Моли Кингберк                    | 43,17    | 44,19 | КВ       |
| 8.   | 1    | 2     | Чехословачка           | Јармила Нигринова, Штепанка Соколова, Радислава Шоборова, Ева Муркова      | 42,61    | 43,89 | КВ       |
| 9.   | 1    | 7     | САД                    | Алис Браун, Дајана Вилијамс, Чандра Cheeseborough, Ранди Гиненс            | 41,61    | 44,20 |          |
| 10.  | 2    | 3     | Западна Немачка        | Моника Хирш, Елке Фолмер, Михаела Шабингер, Уте Тим                        | 42,39    | 43,05 |          |
| 11.  | 2    | 5     | Италија                | \|Карла Меркурио, Ерика Роси, Данијела Феријан, Мариза Масуло              |          | 43,62 | НРС      |
| 12.  | 2    | 1     | Бахами                 | Шонел Фергусон, Полин Дејвис, Велма Колбрејк, Oralee Fowler                |          | 44,76 |          |
| 13.  | 1    | 7     | Финска                 | Сиско Марканен, Хелине Марјама, Маргарета Хонкахарју, Рита Кетонен         |          | 44,77 |          |
| 14.  | 1    | 8     | Данска                 | Брит Хансен, Лисбет Нилсен Петерсен, Хеле Тејл, Дорте Волсберг,            | 46,76    | 45,04 | НР       |
| 15.  | 2    | 7     | Гана                   | Грејс Арма, Мерси Ади, Елизабет Вилсон, Мери Менсах                        |          | 47,51 |          |

### Финале
Такмичење је одржано 10. августа 1983. године..,
| Пласман | Стаза | Штафета              | Атлетичари                                                                 | Време | Белешке |
| ------- | ----- | -------------------- | -------------------------------------------------------------------------- | ----- | ------- |
|         | 5     | Источна Немачка      | Зилке Гладиш-Мелер, Марита Кох, Ингрид Ауерсвалд-Ланге, Марлис Гер         | 41,76 | РСП     |
|         | 6     | Уједињено Краљевство | Џоун Баптист, Кати Смолвуд Кук, Беверли Календерr, Ширли Томас             | 42.71 | НР      |
|         | 7     | Јамајка              | Лелит Хоџиз, Џеклин Пјузи Џулијет Катберт, Мерлин Оти                      | 42,73 | НР      |
| 4.      | 6     | Бугарска             | Теана Данијелс, Анелија Нунева, Надежда Георгијева, Пепа Павлова           | 42,93 | НРС     |
| 5.      | 9     | Канада               | Анџела Бејли, Марита Пејн, Танја Бродерс, Моли Кингберк                    | 43,05 | НРС     |
| 6.      | 8     | Совјетски Савез      | Људмила Кондратјева, Јелена Виноградова, Ириина Олховникова, Олга Антонова | 43,22 | НРС     |
| 7.      | 3     | Француска            | Лиза Франс Ловал, Мари Кристин Казје, Розе Еме Бакул, Лилијан Гаше         | 43,40 |         |
| 8.      | 3     | Чехословачка         | Јармила Нигринова, Штепанка Сокиолва Радислава Соборова, Ева Муркова       | 43,78 |         |